# Jankowice (Pszczyna)
Pour les articles homonymes, voir Jankowice.
Jankowice est une localité polonaise de la gmina et du powiat de Pszczyna en voïvodie de Silésie.